# John Vincent Atanasoff
John Vincent Atanasoff (4. října 1903, Hamilton, New York, USA – 15. června 1995, Frederick, Maryland, USA) byl americký fyzik a vynálezce, který se nejvíce proslavil vynálezem prvního digitálního počítače.
První elektronický digitální počítač vynalezl v 30. letech 20. století na Iowa State University. Námitky k jeho nároku byly rozsouzeny až v roce 1973, kdy bylo v soudním procesu Honeywell v. Sperry Rand rozhodnuto, že vynález patří jemu. Jeho speciálně zaměřený stroj dostal název Atanasoff–Berry computer (ABC).

## Dospívání a vzdělání
Atanasoff s bulharskými, francouzskými a irskými předky se narodil 4. října 1903 v Hamiltonu v New Yorku elektroinženýrovi a učitelce. Jeho otec Ivan Atanasoff se narodil v roce 1876 ve vesnici Bojadžik poblíž Jambolu v Bulharsku. Ještě když byl kojenec, byl Ivanův otec zabit vojáky Osmanské říše po bulharském Dubnovém povstání. V roce 1889 Ivan se svým strýcem imigroval do Spojených států. Atanasoffova matka Ivana Lucena Purdy byla učitelkou matematiky.
Atanasoff byl vychován v Brewsteru na Floridě. V 9 letech se naučil používat logaritmické pravítko, což bylo krátce nato následováno studiem logaritmů a následovně dokončenou střední školou Mulberry High School v dvou letech. V roce 1925 získal bakalářský titul z elektrotechniky na University of Florida se samými Áčky (v české klasifikaci 1).
Se studiem pokračoval na Iowa State University a v roce 1926 získal magisterský titul z matematiky. Své vzdělání dokončil roku 1930 získáním Ph.D. z teoretické fyziky na univerzitě University of Wisconsin–Madison se svou doktorandskou prací The Dielectric Constant of Helium. Ihned po dokončení doktorátu Atanasoff přijal nabídku na asistujícího profesora na Iowa State University v oboru fyziky a matematiky.

## Vývoj počítače

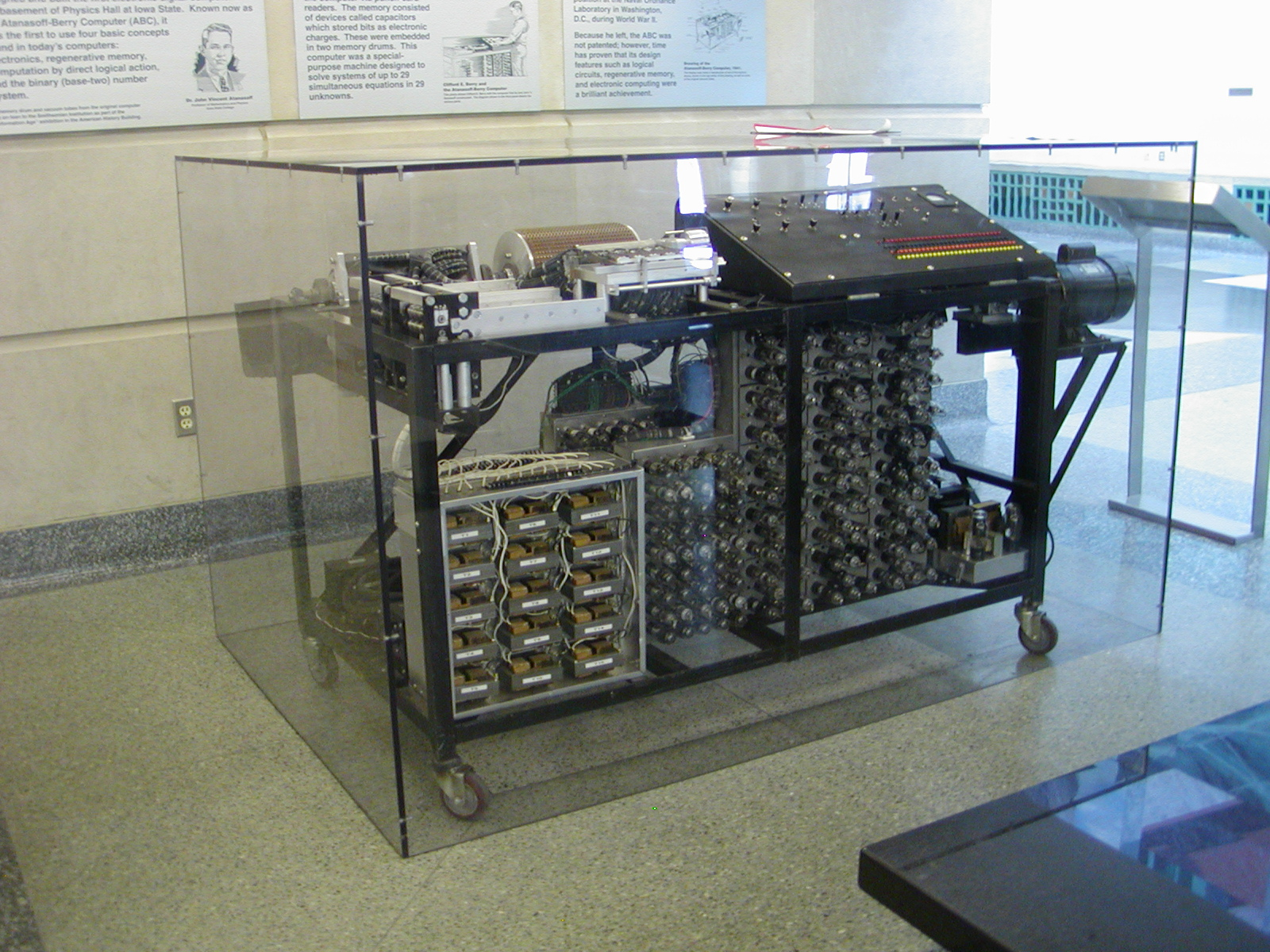
Replika Atanasoffova počítače umístěná v prvním patře Durhamského centra, Iowa State University

Částečně kvůli těžkopádnosti v užívání mechanického Monroeova kalkulátoru, což byl nejlepší dostupný nástroj v době, kdy psal svojí disertační práci, začal pátrat po rychlejší metodě výpočtu. Na Iowa State University zkoumal použití Monroeových kalkulátorů a IBM tabulátorů pro vědecké výpočty. V roce 1936 vynalezl analogový počítač pro analýzu povrchové geometrie. Drobná mechanická tolerance potřebná k dostatečné přesnosti ho donutila ke zvážení digitálního řešení.
Podle Atanasoffa bylo několik funkčních principů počítače ABC (Atanasoff–Berry computer) zplozeno v záblesku pochopení během zimy v letech 1937-1938 po výletu do Rock Island v Illinois. S grantem 650$ (ekvivalentní hodnota k roku 2010 by činila 8403$) obdrženým v listopadu roku 1939 a asistencí jeho absolvujícího studenta Clifforda Berryho byl v prosinci téhož roku zhotoven první prototyp.
Klíčové myšlenky využité v ABC zahrnovaly binární výpočty a Booleovu algebru k vyřešení soustav až o 29 lineárních rovnic. ABC neměl CPU, ale byl navržen jako elektronické zařízení využívající elektronek pro digitální výpočty. Dále využíval oddělenou obnovovací kondenzační paměť řízenou procesem, která se dodnes používá v DRAM paměti.

## Patentový spor
Pro detailní informace, navštivte Honeywell v. Sperry Rand.
Mezi roky 1954 a 1973 byl Atanasoff svědkem v žalobách vznesených nejrůznějšími stranami k vyvrácení patentů elektronické výpočetní techniky týkajících se Johna Mauchlyho a J. P. Eckerta, které byly vlastněny počítačovým výrobcem Sperry Randem. V roce 1973 padlo rozhodnutí procesu Honeywell v. Sperry Rand, federální soudce jmenoval Atanasova vynálezcem elektronického, digitálního počítače.
Atanasoff se s Mauchlym prvně setkal v prosinci roku 1940 na setkání Americké asociace pro pokrok vědy ve Filadelfii, kde Mauchly předváděl svůj "harmonický analyzátor", analogový kalkulátor sloužící analýze dat o počasí. Atanasoff pověděl Mauchlymu o svém novém digitálním zařízení a nabídl mu možnost se na něj podívat. (V průběhu cesty do Filadelfie Atanasoff s Berrym také provedli hledání patentu v Patentové kanceláři ve Washingtonu, D.C.)
V červnu roku 1941 Mauchly navštívil Atanasoffa v Amesu, Iowe na čtyři dny, kde pobýval jako jeho host. Atanasoff s Mauchlym diskutovali o prototypu ABC a zkoumali Atanasovův návrh. V září 1942 Atanasoff opustil univerzitu Iowa State pro válečné povolání jako vedoucí akustické divize se střediskem Naval Ordnance Laboratory (NOL) ve Washingtonu, D.C. Univerzita poté nepodala žádost o patent na ABC.
Mauchly navštívil Atanasoffa ještě několikrát ve Washingtonu během roku 1943 a probíral s ním počítačové teorie, ale nezmínil se mu o tom, že sám pracoval na počítačovém projektu až do začátku roku 1944.
Během 1945 se U.S. Navy rozhodlo na doporučení Johna von Neumanna postavit počítač obrovských rozměrů. Atanasoff, který měl projekt na starost, požádal Mauchlyho o pomoc s vysvětlením práce pro nezbytný personál. Nicméně, Atanasoff byl zodpovědný ještě za návrh akustického systému k monitorování testu atomové bomby. Tato práce byla prioritní a když se vrátil z testování na Bikini v červenci 1946, byl počítačový projekt NOL zrušen pro nedostatečný pokrok, opět na radu von Neumanna.
V červnu 1954 patentový právník IBM vyhledal Atanasovovu pomoc se zrušením Eckertova–Mauchlyho patentu na bubnové magnetické paměti, upozorněn Cliffordem Berrym, že bubnová magnetická paměť v ABC by mohla tvořit prior art. Atanasov souhlasil právníkovi pomoci, ale IBM nakonec přistoupila na dohodu se Sperry Randem, majitelem Eckertova-Mauchlyho paměťového patentu a od případu bylo upuštěno.
Atanasoff později svědčil v soudním procesu Honeywell v. Sperry Rand. V tomto případě soudce Earl R. Larson shledal, že "Eckert a Mauchly nebyli první, kdo vynalezli automatický, elektronický, digitální počítač a namísto toho čerpali z práce Dr. Johna Vincenta Atanasova".